# La Madeleine-Bouvet
La Madeleine-Bouvet is een gemeente in het Franse departement Orne (regio Normandië) en telt 381 inwoners (2004). De plaats maakt deel uit van het arrondissement Mortagne-au-Perche.

## Geografie
De oppervlakte van La Madeleine-Bouvet bedraagt 12,7 km², de bevolkingsdichtheid is 30,0 inwoners per km².
De onderstaande kaart toont de ligging van La Madeleine-Bouvet met de belangrijkste infrastructuur en aangrenzende gemeenten.

## Demografie
Onderstaande figuur toont het verloop van het inwonertal (bron: INSEE-tellingen).